# Населення Киргизстану
Населення Киргизстану. Чисельність населення країни 2015 року становила 5,664 млн осіб (115-те місце у світі). Чисельність киргизстанців стабільно збільшується, народжуваність 2015 року становила 22,98 ‰ (68-ме місце у світі), смертність — 6,65 ‰ (142-ге місце у світі), природний приріст — 1,11 % (109-те місце у світі) . 

## Природний рух

### Відтворення
Народжуваність у Киргизстані, станом на 2015 рік, дорівнює 22,98 ‰ (68-ме місце у світі). Коефіцієнт потенційної народжуваності 2015 року становив 2,66 дитини на одну жінку (73-тє місце у світі). Рівень застосування контрацепції 36,3 % (станом на 2012 рік). Середній вік матері при народженні першої дитини становив 22,6 року, медіанний вік для жінок — 25—29 років (оцінка на 2012 рік).
Смертність у Киргизстані 2015 року становила 6,65 ‰ (142-ге місце у світі).
Природний приріст населення в країні 2015 року становив 1,11 % (109-те місце у світі).

### Вікова структура

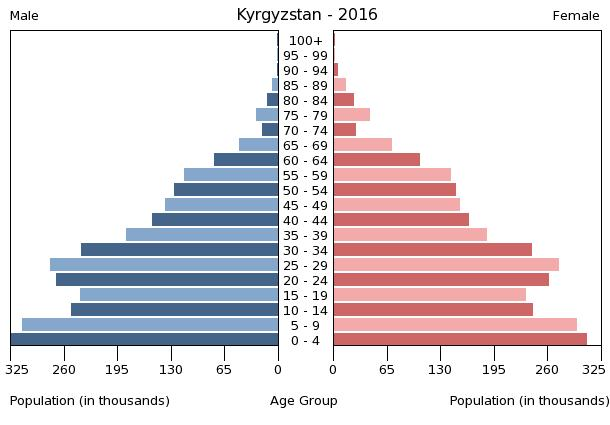
Віково-статева піраміда населення Киргизстану, 2016 рік

Середній вік населення Киргизстану становить 26,2 року (147-ме місце у світі): для чоловіків — 25,2, для жінок — 27,3 року. Очікувана середня тривалість життя 2015 року становила 70,36 року (155-те місце у світі), для чоловіків — 66,19 року, для жінок — 74,8 року.
Вікова структура населення Киргизстану, станом на 2015 рік, виглядає таким чином:
- діти віком до 14 років — 29,92 % (867 668 чоловіків, 827 235 жінок);
- молодь віком 15—24 роки — 18,18 % (523 347 чоловіків, 506 453 жінки);
- дорослі віком 25—54 роки — 39,55 % (1 096 430 чоловіків, 1 144 265 жінок);
- особи передпохилого віку (55—64 роки) — 7,34 % (180 874 чоловіки, 234 733 жінки);
- особи похилого віку (65 років і старіші) — 5,01 % (108 776 чоловіків, 175 158 жінок)[1].

### Шлюбність— розлучуваність
Коефіцієнт шлюбності, тобто кількість шлюбів на 1 тис. осіб за календарний рік, дорівнює 9,7; коефіцієнт розлучуваності — 1,6; індекс розлучуваності, тобто відношення шлюбів до розлучень за календарний рік — 16 (дані за 2010 рік). Середній вік, коли чоловіки беруть перший шлюб, дорівнює 26,9 року, жінки — 23,5 року, загалом — 25,2 року (дані за 2010 рік).

## Розселення
Густота населення країни 2015 року становила 31,0 особи/км² (186-те місце у світі).

### Урбанізація
Киргизстан середньоурбанізована країна. Рівень урбанізованості становить 35,7 % населення країни (станом на 2015 рік), темпи зростання частки міського населення — 1,58 % (оцінка тренду за 2010—2015 роки).
Головні міста держави: Бішкек (столиця) — 865,0 тис. осіб (дані за 2015 рік).

### Міграції
Річний рівень еміграції 2015 року становив 5,22 ‰ (194-те місце у світі). Цей показник не враховує різниці між законними і незаконними мігрантами, між біженцями, трудовими мігрантами та іншими.

#### Біженці й вимушені переселенці
У країні мешкає 9,1 тис. осіб без громадянства. Більшість з них народились у країні, живуть тривалий час, або мають законний шлюб з громадянами Киргизстану. 2009 року в країні ще залишались громадяни з радянськими паспортами.
Киргизстан є членом Міжнародної організації з міграції (IOM).

## Расово-етнічний склад
| Етнічний склад (2012 рік) | Етнічний склад (2012 рік) | Етнічний склад (2012 рік) | Етнічний склад (2012 рік) | Етнічний склад (2012 рік) |
| ------------------------- | ------------------------- | ------------------------- | ------------------------- | ------------------------- |
| Етнос:                    |                           |                           | Відсоток:                 |                           |
| киргизи                   | киргизи                   |                           | 70.9%                     | 70.9%                     |
| узбеки                    | узбеки                    |                           | 14.3%                     | 14.3%                     |
| росіяни                   | росіяни                   |                           | 7.7%                      | 7.7%                      |
| дунгани                   | дунгани                   |                           | 1.1%                      | 1.1%                      |
| інші                      | інші                      |                           | 5.9%                      | 5.9%                      |

Головні етноси країни: киргизи — 70,9 %, узбеки — 14,3 %, росіяни — 7,7 %, дунгани — 1,1 %, інші (уйгури, таджики, казахи, татари, українці, корейці, німці) — 5,9 % населення (оціночні дані за 2009 рік).

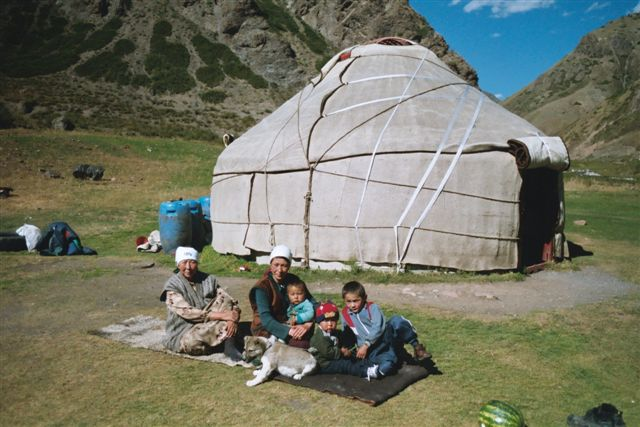
Киргизька родина поблизу традиційного житла — юрти
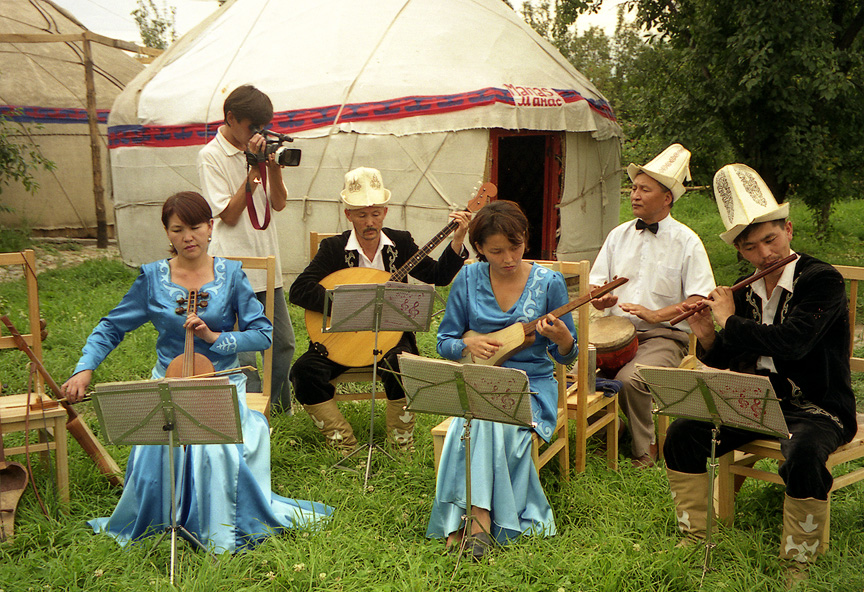
Народна киргизька музика

## Мови
| Мови Киргизстану (2015 рік) | Мови Киргизстану (2015 рік) | Мови Киргизстану (2015 рік) | Мови Киргизстану (2015 рік) | Мови Киргизстану (2015 рік) |
| --------------------------- | --------------------------- | --------------------------- | --------------------------- | --------------------------- |
| Мова:                       |                             |                             | Відсоток:                   |                             |
| киргизька                   | киргизька                   |                             | 71.5%                       | 71.5%                       |
| російська                   | російська                   |                             | 9%                          | 9%                          |
| узбецька                    | узбецька                    |                             | 14.5%                       | 14.5%                       |
| інші                        | інші                        |                             | 5.2%                        | 5.2%                        |

Офіційні мови: киргизька і російська, якими користуються 71,4 % і 9 % населення країни, відповідно. У побуті також широко представлені узбецька — 14,4 %, інші мови — 5,2 % (оцінка 2009 року).

## Релігії
| Релігії в Киргизстані (2016 рік) | Релігії в Киргизстані (2016 рік) | Релігії в Киргизстані (2016 рік) | Релігії в Киргизстані (2016 рік) | Релігії в Киргизстані (2016 рік) |
| -------------------------------- | -------------------------------- | -------------------------------- | -------------------------------- | -------------------------------- |
| Віросповідання:                  |                                  |                                  | Відсоток:                        |                                  |
| мусульмани                       | мусульмани                       |                                  | 75%                              | 75%                              |
| православні                      | православні                      |                                  | 20%                              | 20%                              |
| інші                             | інші                             |                                  | 5%                               | 5%                               |

Головні релігії й вірування, які сповідує, і конфесії та церковні організації, до яких відносить себе населення країни: іслам — 75 %, російське православ'я — 20 %, інші — 5 % (станом на 2015 рік).

## Освіта
Рівень письменності 2015 року становив 99,5 % дорослого населення (віком від 15 років): 99,6 % — серед чоловіків, 99,4 % — серед жінок.
Державні витрати на освіту становлять 6,8 % ВВП країни, станом на 2013 рік (25-те місце у світі). Середня тривалість освіти становить 13 років, для хлопців — до 13 років, для дівчат — до 13 років (станом на 2014 рік).

## Охорона здоров'я
Забезпеченість лікарями в країні на рівні 1,97 лікаря на 1000 мешканців (станом на 2013 рік). Забезпеченість лікарняними ліжками в стаціонарах — 4,8 ліжка на 1000 мешканців (станом на 2012 рік). Загальні витрати на охорону здоров'я 2014 року становили 6,5 % ВВП країни (77-ме місце у світі).
Смертність немовлят до 1 року, станом на 2015 рік, становила 27,73 ‰ (67-ме місце у світі); хлопчиків — 31,94 ‰, дівчаток — 23,24 ‰. Рівень материнської смертності 2015 року становив 76 випадків на 100 тис. народжень (86-те місце у світі).
Киргизстан входить до складу ряду міжнародних організацій: Міжнародного руху (ICRM) і Міжнародної федерації товариств Червоного Хреста і Червоного Півмісяця (IFRCS), Дитячого фонду ООН (UNISEF), Всесвітньої організації охорони здоров'я (WHO).

### Захворювання
2014 року зареєстровано 9,3 тис. хворих на СНІД (95-те місце в світі), це 0,26 % населення в репродуктивному віці 15—49 років (92-ге місце у світі). Смертність 2014 року від цієї хвороби становила приблизно 400 осіб (95-те місце у світі).
Частка дорослого населення з високим індексом маси тіла 2014 року становила 13,3 % (118-те місце у світі); частка дітей віком до 5 років зі зниженою масою тіла становила 2,8 % (оцінка на 2014 рік). Ця статистика показує як власне стан харчування, так і наявну/гіпотетичну поширеність різних захворювань.

### Санітарія
Доступ до облаштованих джерел питної води 2015 року мало 96,7 % населення в містах і 86,2 % в сільській місцевості; загалом 90 % населення країни. Відсоток забезпеченості населення доступом до облаштованого водовідведення (каналізація, септик): у містах — 89,1 %, у сільській місцевості — 95,6 %, загалом по країні — 93,3 % (станом на 2015 рік). Споживання прісної води, станом на 2006 рік, дорівнює 8,01 км³ на рік, або 1,558 тонни на одного мешканця на рік: з яких 3 % припадає на побутові, 4 % — на промислові, 93 % — на сільськогосподарські потреби.

## Соціально-економічне становище
Співвідношення осіб, що в економічному плані залежать від інших, до осіб працездатного віку (15—64 роки) загалом становить 55,3 % (станом на 2015 рік): частка дітей — 48,8 %; частка осіб похилого віку — 6,6 %, або 15,2 потенційно працездатного на 1 пенсіонера. Загалом ці показники характеризують рівень потреби державної допомоги в секторах освіти, охорони здоров'я та пенсійного забезпечення, відповідно. За межею бідності 2011 року перебувало 33,7 % населення країни. Розподіл доходів домогосподарств у країні виглядає таким чином: нижній дециль — 2,8 %, верхній дециль — 27,8 % (станом на 2009 рік).
Станом на 2016 рік, уся країна електрифікована, усе населення країни мало доступ до електромереж. Рівень проникнення інтернет-технологій низький. Станом на липень 2015 року в країні налічувалось 1,713 млн унікальних інтернет-користувачів (113-те місце у світі), що становило 30,2 % загальної кількості населення країни.

### Трудові ресурси
Загальні трудові ресурси 2015 року становили 2,65 млн осіб (111-те місце у світі). Зайнятість економічно активного населення у господарстві країни розподіляється таким чином: аграрне, лісове і рибне господарства — 48 %; промисловість і будівництво — 12,5 %; сфера послуг — 39,5 % (станом на 2005 рік). 563,92 тис. дітей у віці від 5 до 14 років (40.3 % загальної кількості) 2007 року були залучені до дитячої праці. Безробіття 2014 року дорівнювало 8 % працездатного населення, 2013 року — 8 % (91-ше місце у світі); серед молоді у віці 15—24 років ця частка становила 13,4 %, серед юнаків — 12 %, серед дівчат — 15,8 % (80-те місце у світі).

## Кримінал

### Наркотики

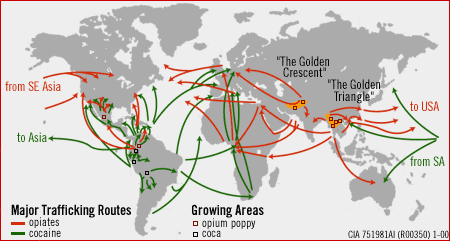
Світові маршрути наркотрафіку

Обмежене вирощування марихуани і опійного маку на ринки країн СНД; обмежена урядова боротьба з незаконним обігом наркотичних речовин; транзитна країна для наркотрафіку південно-західноазійських наркотиків, що прямує до Російської Федерації і Європи; значний споживач опіатів.

### Торгівля людьми
Згідно зі щорічною доповіддю про торгівлю людьми (англ. Trafficking in Persons Report) Управління з моніторингу та боротьби з торгівлею людьми Державного департаменту США, уряд Киргизстану докладає значних зусиль у боротьбі з явищем примусової праці, сексуальної експлуатації, незаконною торгівлею внутрішніми органами, але законодавство відповідає мінімальним вимогам американського закону 2000 року щодо захисту жертв (англ. Trafficking Victims Protection Act’s) не повною мірою, країна перебуває у списку другого рівня.

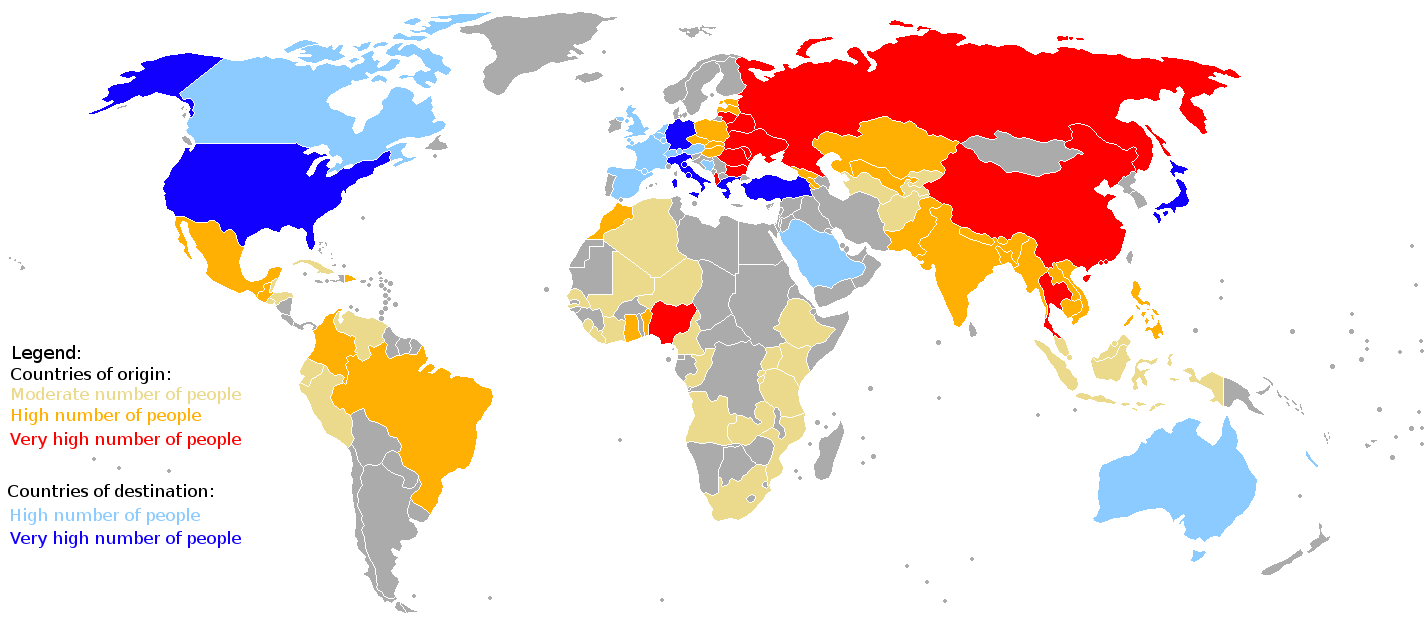
Країни-донори (червоний) і країни-реципієнти кримінальних потоків  (англ.)
Глобальна боротьба з торгівлею людьми (англ.)

## Гендерний стан
Статеве співвідношення (оцінка 2015 року):
- при народженні — 1,07 особи чоловічої статі на 1 особу жіночої;
- у віці до 14 років — 1,05 особи чоловічої статі на 1 особу жіночої;
- у віці 15—24 років — 1,03 особи чоловічої статі на 1 особу жіночої;
- у віці 25—54 років — 0,96 особи чоловічої статі на 1 особу жіночої;
- у віці 55—64 років — 0,77 особи чоловічої статі на 1 особу жіночої;
- у віці за 64 роки — 0,62 особи чоловічої статі на 1 особу жіночої;
- загалом — 0,96 особи чоловічої статі на 1 особу жіночої[1].

## Демографічні дослідження
Демографічні дослідження у країні ведуться рядом державних і наукових установ:

### Українською
- Атлас. 10—11 клас. Економічна і соціальна географія світу / упорядники :  О. Я. Скуратович, Н. І. Чанцева. — К. : ДНВП «Картографія», 2010. — ISBN 978-966-475-639-3.
- Атлас світу / голов. ред. І. С. Руденко ; зав. ред. В. В. Радченко ; відп. ред. О. В. Вакуленко. — К. : ДНВП «Картографія», 2005. — 336 с. — ISBN 9666315467.
- Безуглий В. В. Економічна і соціальна географія зарубіжних країн : Навчальний посібник. — К. : ВЦ «Академія», 2007. — 704 с. — ISBN 978-966-580-239-6.
- Безуглий В. В., Козинець С. В. Регіональна економічна і соціальна географія світу : Навчальний посібник. — видання 2-ге, доп., перероб. — К. : ВЦ «Академія», 2007. — 688 с. — ISBN 966-580-144-9.
- Головченко В. І., Кравчук О. Країнознавство: Азія, Африка, Латинська Америка, Австралія і Океанія. — К., 2006. — 335 с. — ISBN 966-8939-04-2.
- Гудзеляк І. І. Географія населення: Навчальний посібник / І. Гудзеляк. — Л. : Видавничий центр ЛНУ імені Івана Франка, 2008. — 232 с. — ISBN 978-966-613-599-8.
- Дахно І. І. Країни світу: Енциклопедичний довідник / І. І. Дахно, С. М. Тимофієв. — К. : Мапа, 2011. — 606 с. — (Бібліотека нового українця) — ISBN 978-966-8804-23-6.
- Дахно І. І. Економічна географія зарубіжних країн : навчальний посібник. — К. : Центр учбової літератури, 2014. — 319 с. — ISBN 978-611-01-0682-5.
- Джаман В. О. Регіональні системи розселення: демографічні аспекти. — Чернівці : Рута, 2003. — 392 с. — ISBN 9665685988.
- Дорошенко Л. С. Демографія: Навчальний посібник. — К. : МАУП, 2005. — 112 с. — ISBN 966-608-442-2.
- Дубович І. А. Країнознавчий словник-довідник. — 5-те вид., перероб. і доп. — К. : Знання, 2008. — 839 с. — ISBN 978-966-346-330-8.
- Економічна і соціальна географія країн світу. Навчальний посібник / За ред. Кузика С. П. — Л. : Світ, 2002. — 672 с. — ISBN 966-603-178-7.
- Загальна медична географія світу / В. О. Шевченко [та ін.] — К. : [б.в.], 1998. — 178 с.
- Ігнатьєв П. М. Країнознавство: Країни Азії. — Ч. : Книги-XXI, 2004. — 383 с. — ISBN 966-8029-53-4.
- Книш М. М., Мамчур О. І. Регіональна економічна і соціальна географія світу (Латинська Америка та Карибські країни, Африка, Азія, Океанія) : навч. посіб. — Л. : ЛНУ ім. Івана Франка, 2013. — 368 с. — ISBN 978-617-10-0007-0.
- Крисаченко В. С. Динаміка населення: Популяційні, етнічні та глобальні виміри. — К. : Видавництво Національного інституту стратегічних досліджень, 2005. — 368 с. — ISBN 966-554-083-1.
- Любіцева О. О., Мезенцев К. В., Павлов С. В. Географія релігій. — К. : АртЕК, 1999. — 504 с. — ISBN 966-505-006-0.
- Масляк П. О. Країнознавство. — К. : Знання, 2007. — 292 с. — (Вища освіта XXI століття)
- Масляк П. О., Дахно І. І. Економічна і соціальна географія світу / П. О. Масляк, І. І. Дахно ; за ред. П. О. Масляка. — К. : Вежа, 2003. — 280 с. — ISBN 966-7091-53-8.

### Російською
- (рос.) Киргизия // Демографический энциклопедический словарь / главн. ред. Валентей Д. И. — М. : Советская энциклопедия, 1985. — 608 с.
- (рос.) Киргизия // Страны и народы. Советский Союз. Республики Закавказья. Республики Средней Азии. Казахстан / Редкол. : Т. А. Жданко (отв. ред., ред.-сост.) и др. — М. : «Мысль», 1984. — 382 с. — (Страны и народы) — 180 тис. прим.
- (рос.) Атлас народов мира / Отв. ред. С. И. Брук и В. С. Апенченко. — М. : ГУГК ГГК СССР и Институт этнографии им. Н. Н. Миклухо-Маклая АН СССР, 1964. — 185 с. — 20 тис. прим.
- (рос.) Численность и расселение народов мира. Этнографические очерки / под ред. С. И. Брука. — М. : Издательство АН СССР, 1962. — 487 с.
- (рос.) Лаппо Г. М. География городов: Учебное пособие для географических факультетов вузов. — М. : Туманит, изд. центр ВЛАДОС, 1997. — 476 с. — ISBN 5-691-00047-0.
- (рос.) Ягельский А. География населения. — М. : Прогресс, 1980. — 383 с.